# Zygophyllum macropodum
Zygophyllum macropodum là một loài thực vật có hoa trong họ Zygophyllaceae. Loài này được Boriss. miêu tả khoa học đầu tiên năm 1949.